# 长嘴歌百灵
长嘴歌百灵（学名：Certhilauda curvirostris），是百灵科的一种，分布于安哥拉、纳米比亚、莱索托、南非和斯威士兰。
长嘴歌百灵的平均体重约为51.2克。栖息地包括亚热带或热带的（低地）干草原、耕地、亚热带或热带的（低地）干燥疏灌丛和牧草地。